# Ролла (Канзас)
Ролла (англ. Rolla) — місто (англ. city) в США, в окрузі Мортон штату Канзас. Населення — 384 особи (2020).

## Географія
Ролла розташована за координатами 37°7′4″ пн. ш. 101°37′55″ зх. д. / 37.11778° пн. ш. 101.63194° зх. д. (37.117839, -101.631927).  За даними Бюро перепису населення США в 2010 році місто мало площу 0,96 км², уся площа — суходіл.

## Демографія
Згідно з переписом 2010 року, у місті мешкали 442 особи в 166 домогосподарствах у складі 124 родин. Густота населення становила 461 особа/км².  Було 190 помешкань (198/км²).
Расовий склад населення:
| - 83,3 % — білих - 1,6 % — корінних американців - 1,1 % — чорних або афроамериканців - 0,9 % — вихідців з тихоокеанських островів - 0,5 % — азіатів - 9,5 % — осіб інших рас |

До двох чи більше рас належало 3,2 %. Частка іспаномовних становила 24,2 % від усіх жителів.
За віковим діапазоном населення розподілялося таким чином: 30,8 % — особи молодші 18 років, 58,8 % — особи у віці 18—64 років, 10,4 % — особи у віці 65 років та старші. Медіана віку мешканця становила 35,1 року. На 100 осіб жіночої статі у місті припадало 102,8 чоловіків;  на 100 жінок у віці від 18 років та старших — 105,4 чоловіків також старших 18 років.
Середній дохід на одне домашнє господарство  становив 63 238 доларів США (медіана — 54 583), а середній дохід на одну сім'ю — 78 773 долари (медіана — 72 813). Медіана доходів становила 37 917 доларів для чоловіків та 36 500 доларів для жінок. За межею бідності перебувало 8,9 % осіб, у тому числі 7,1 % дітей у віці до 18 років та 10,3 % осіб у віці 65 років та старших.
Цивільне працевлаштоване населення становило 242 особи. Основні галузі зайнятості: освіта, охорона здоров'я та соціальна допомога — 31,8 %, сільське господарство, лісництво, риболовля — 18,6 %, мистецтво, розваги та відпочинок — 10,3 %, виробництво — 9,9 %.